# Las hojas muertas

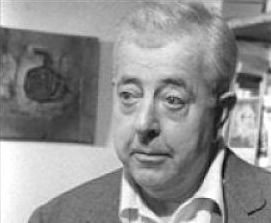
Jacques Prévert, autor de la letra de la canción.

«Las hojas muertas» (título original: «Les feuilles mortes») es una canción francesa de 1945 con letra de Jacques Prévert y música de Joseph Kosma. Fue popularizada por Yves Montand y la música del estribillo se convirtió en un estándar del jazz, con el título de «Autumn leaves» (Hojas de otoño) tras ser vertida al inglés por Johnny Mercer. Gran parte del atractivo armónico para los músicos de jazz estriba en que las estrofas presentan una típica progresión siguiendo un ciclo de cuartas y el estribillo utiliza una escala húngara menor de manera fluida.

## Letra
| Oh! je voudrais tant que tu te souviennes, Des jours heureux où nous étions amis, En ce temps-là, la vie était plus belle, Et le soleil plus brûlant qu'aujourd'hui. Les feuilles mortes se ramassent à la pelle, Tu vois, je n'ai pas oublié. Les feuilles mortes se ramassent à la pelle, Les souvenirs et les regrets aussi. Et le vent du Nord les emporte, Dans la nuit froide de l'oubli. Tu vois, je n'ai pas oublié La chanson que tu me chantais... | ¡Oh! Querría tanto que recordaras los días felices en los que éramos amigos. En aquellos tiempos la vida era más bella y el sol más ardiente que ahora. Las hojas muertas se recogen con pala. Ves, no lo he olvidado... Las hojas muertas se recogen con pala, los recuerdos y lamentos también, y el viento del norte se los lleva a la noche fría del olvido. Como ves, no he olvidado la canción que me cantabas. |
| C'est une chanson qui nous ressemble, Toi qui m'aimais, et je t'aimais. Nous vivions tous les deux ensemble, Toi qui m'aimais, moi qui t'aimais. Mais la vie sépare ceux qui s'aiment, Tout doucement sans faire de bruit. Et la mer efface sur le sable, Les pas des amants désunis. | Es una canción que se nos parece. Tú que me amabas y yo que te amaba y vivíamos los dos juntos. Tú me amabas y yo te amaba. Pero la vida separa a los que se aman, despacio, sin hacer ruido, y el mar borra de la arena las huellas de los amantes separados. |
| Les feuilles mortes se ramassent à la pelle, Les souvenirs et les regrets aussi Mais mon amour silencieux et fidèle Sourit toujours et remercie la vie. Je t'aimais tant, tu étais si jolie. Comment veux-tu que je t'oublie ? En ce temps-là, la vie était plus belle Et le soleil plus brûlant qu'aujourd'hui. Tu étais ma plus douce amie Mais je n'ai que faire des regrets Et la chanson que tu chantais, Toujours, toujours je l'entendrai !           | Las hojas muertas se recogen con pala los recuerdos y lamentos también, pero mi amor, silencioso y fiel, sigue sonriendo y da gracias a la vida. Te quería tanto, eras tan bonita ¿cómo quieres que te olvide? En aquellos tiempos la vida era más bella y el sol más ardiente que ahora. Tú eras mi amiga más querida. Pero sólo me quedan lamentos. Y la canción que solías cantar, Siempre, ¡siempre la escucharé! |

## Estructura y Armonía
La estructura del tema corresponde a la forma AABC. Por otra parte, la armonía de "Autumn Leaves" es muy popular entre quienes comienzan a familiarizarse con la armonía del jazz porque ofrece una progresión de acordes ii-V-I y ii-V como la cadencia principal que enlaza los acordes del tema. 
La primera y la segunda sección A tiene la siguiente progresión armónica:  
iim7 - V7 - Imaj7 - IVmaj7 - vii°7 - V7/vi - vim - vim
En esta sección el centro de gravedad armónico de los primeros 4 compases está en el acorde tonal (caracterizado por la tétrada Imaj7), pero los 4 últimos compases de la sección modulan a un centro armónico distinto, el del vi grado. La escala sobre la que se construyen los acordes de esta modulación es la Escala Menor Armónica del vi grado, pero aquí el vi grado cumple funciones de tónica. El cambio del centro tonal (del I al vi) se provoca por el dominante secundario que aparece en el sexto compás de la sección A, el V7/vi, pero la modulación se insinúa un compás antes al incorporar un acorde común entre el centro tonal del Imaj7 y vim Armónico, este es el acorde disminuido del vii° grado de la primera tonalidad y/o el ii° grado de la segunda, que cumple las funciones de acorde de transición entre las dos tonalidades. El modo del dominante secundario (V7/vi) construido a partir de la Escala Menor Armónica (tono - semitono- tono - tono - semitono - tono y 1/2- semitono) recibe el nombre de Frigio Dominante (semitono - tono y 1/2 - semitono - tono - semitono - tono - tono), este modo se transforma en la base del juego entre un centro tonal construido sobre una Escala Mayor y otro construido sobre una Escala Menor Armónica, juego que atraviesa todas las secciones del tema.
La progresión armónica de la sección B es:
V7/vi - vim - iim7 - V7 - imaj7
Al contrario de la sección anterior, la sección B parte marcando su centro armónico en el vi grado para enganchar con la progresión que venía de la sección A, luego en el quinto compás comienza la típica progresión ii-V-I para volver al centro tonal del Imaj7.   
Y los ocho compases de sección C tienen la progresión armónica siguiente:
vii°7 - V7/vi - vim - vim - vii°7 - V7/vi - vim - V7/ii
En esta última sección la progresión está dominada por los acordes construidos sobre la Escala Menor Armónica, por lo que la sección C tiene como único centro armónico el vi grado ahora convertido en tónica. Lo que en rigor está sonando en esta sección es dos veces la progresión ii-V-I, pero en la Escala Menor Armónica: ii°-V-i y en el último compás suena el dominante secundario de las otras secciones (V7/ii) de esta forma la armonía de esta sección engancha con la progresión ii-V-I que da inicio a la sección A.

## Julio Jaramillo Laurido
- Bob Dylan
- Eduardo Darnauchans
- Juliette Gréco
- Édith Piaf
- Dalida
- Patricia Kaas
- Andrea Bocelli
- Eva Cassidy
- Estela Raval & Los Cinco Latinos
- Plácido Domingo
- Stanley Jordan
- Nat King Cole
- Ute Lemper
- Frank Sinatra
- Ryo Fukui
- Barbra Streisand
- Roger Williams
- César Costa
- Joe Pass
- Enrique Guzmán
- Frank Pourcel
- Chet Baker
- Miles Davis
- Duke Ellington
- Stéphane Grappelli
- Benny Golson
- Nana Mouskouri
- Eric Clapton
- José Carreras
- Iggy Pop
- Françoise Hardy
- Fairouz
- Sara Montiel
- Yiruma
- Cannonball Adderley
- Patty Pravo
- Marina Rossell
- Grace Jones
- Sole Giménez
- Los Cinco Latinos
- Elia Fleta
- Maysa